# Ег Харбор (Висконсин)
Ег Харбор (енгл. Egg Harbor) град је у америчкој савезној држави Висконсин.

## Демографија
По попису из 2010. године број становника је 201, што је 49 (-19,6%) становника мање него 2000. године.
| Група             | 2000.       | 2010.       |
| Белци             | 247 (98,8%) | 191 (95,0%) |
| Афроамериканци    | 1 (0,4%)    | 0 (0,0%)    |
| Азијати           | 0 (0,0%)    | 0 (0,0%)    |
| Хиспаноамериканци | 0 (0,0%)    | 9 (4,5%)    |
| Укупно            | 250         | 201         |